# Vaglia (Italia)
Vaglia (/ˈvaʎʎa/) è un comune italiano di 5 331 abitanti della città metropolitana di Firenze in Toscana.

## Geografia fisica
- Classificazione sismica: zona 2 (sismicità medio-alta), Ordinanza PCM 3274 del 20/03/2003
- Classificazione climatica: zona E, 2209 GG
- Diffusività atmosferica: media, Ibimet CNR 2002

## Monumenti e luoghi d'interesse

### Architetture religiose
- Santuario di Montesenario
- La chiesa di Sant'Andrea a Cerreto Maggio fu costruita nel 1260 sui ruderi del vecchio castello che qui esisteva e i suoi fondatori e patroni furono i Cerretani. Il nome Cerreto fa riferimento alla pianta di cerro, tipica del luogo e la famiglia Cerretani prese nome da questo posto, dove era feudataria del castello. I Cerretani poi si trasferirono a Firenze dove, alla loro morte, furono sepolti presso il Duomo, verso la via che da essi prese il nome, via dei Cerretani.
- Nella chiesa di San Pietro a Vaglia si conservano un reliquiario in ebano della santa Croce, un ostensorio, un calice, un turibolo a navicella di argento, due festoni e una testa d'angelo robbiani, vicino al fonte battesimale, una Madonna del Rosario del 1609, opera di Piero Confortini. La chiesa, rovinata nel 1789, subì un restauro nel 1949.
- La chiesa di San Niccolò a Ferraglia era sotto il patronato dei Pitti-Gaddi. Ferraglia appartenne ai Medici, poi passò ai Corsini. La facciata della chiesa, ha una muratura in bozze di pietra e il suo campanile è a "vela".
- Nella chiesa di San Michele alle Macchie si conserva un dipinto sull'altare maggiore che rappresenta la Madonna del Buon Consiglio, la cui festa si celebra il 27 settembre.
- All'interno la Chiesa di Santo Stefano a Pescina conserva una terracotta invetriata raffigurante San Lorenzo, attribuita a Luca Della Robbia. Questa terracotta è parte di un trittico che componeva un quadro il cui soggetto era la Natività di Gesù nella Chiesa di Betlemme. Nel ciborio sono raffigurati due angeli che adorano l'Incarnazione.
- Nella chiesa di Santa Maria a Paterno sono conservate alcune parti di una pala d'altare di Luca Della Robbia che erano nella Chiesa di Santo Stefano a Pescina. La località Paterno sorge vicino alla Carzola ed è ricordata in occasione di un lascito fatto al Monastero di San Piero Maggiore nel 1064.
- La chiesa di San Cresci a Macioli ebbe un restauro nel 1448 che le dette uno stile quattrocentesco. Al suo interno presenta tre navate dove si trovano due ordini di colonne scannellate con capitelli dorici. Il cancello in stile gotico del fonte battesimale è in ferro battuto, opera di Battista De Franci. La chiesa è ricordata per un suo parroco del 1400, il pievano Arlotto e le sue arguzie.
- La chiesa di San Romolo a Bivigliano conserva una pala d'altare, opera di Andrea Della Robbia, rappresentante la Vergine col Bambino, tra San Romolo, Sant'Jacopo, San Giovanni Battista e San Francesco d'Assisi. Inoltre vi si trova una statua di legno, rappresentante San Giovanni Battista, attribuita a Michelozzo ed anche due dipinti del Maestro Annigoni, che rappresentano Sant'Antonio da Padova e Maria, Regina del Rosario.
- La chiesa di Santa Maria Ausiliatrice a Montorsoli conserva una pala di Francesco Botticini (1480).
- Stadio comunale "Marco Ciompi"

### Architetture civili

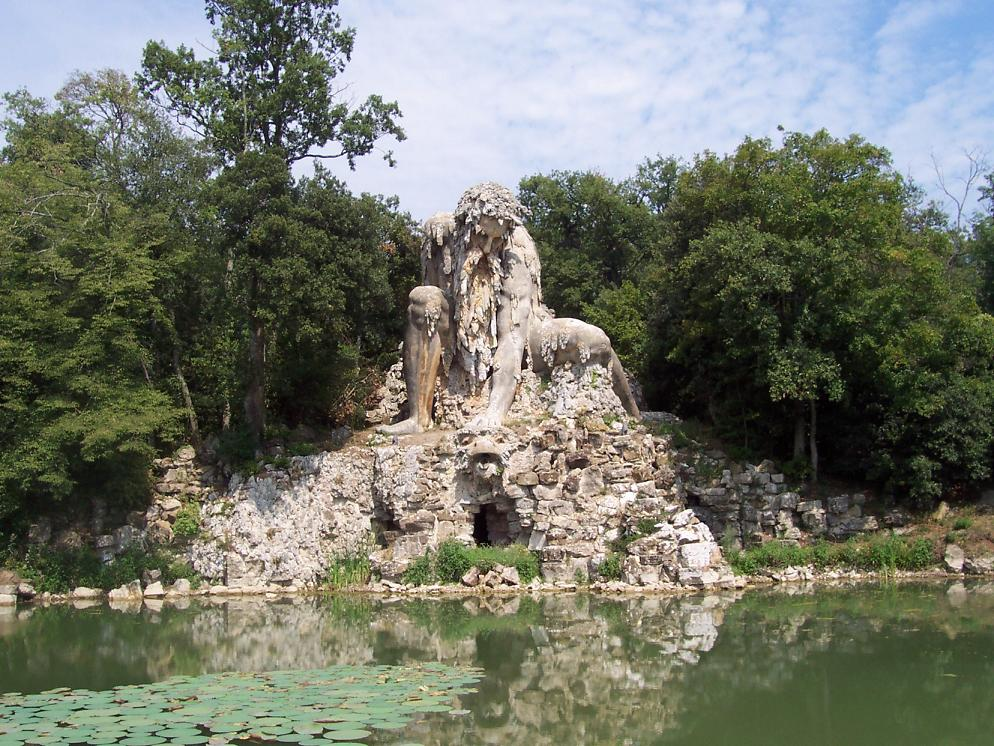
Il Colosso dell'Appennino del Giambologna a Vaglia (località Pratolino) presso la Villa Demidoff, 1580 circa)

- Villa di Bivigliano: tipico esempio di architettura cinquecentesca, fu costruita, probabilmente su progetto di Bernardo Buontalenti, sulle antiche rovine di un castello dalla famiglia dei Ginori. Utilizzata dai Ginori come residenza estiva, la villa è immersa in un meraviglioso bosco di 12 ettari, voluto da Filippo Ginori che lo utilizzava come riserva di caccia.
- Villa Demidoff: denominazione moderna di quello che resta della Villa Medicea di Pratolino, si trova nella località omonima, in via Fiorentina 276. La villa medicea vera e propria fu demolita nel 1822, ma il terreno venne acquistato dalla famiglia di origine russa dei Demidoff, che adibirono a nuova villa l'edificio secondario delle paggerie, ingrandendolo e ristrutturandolo. Il parco, seppur stravolto e spogliato nel corso dei secoli, è uno dei più significativi e vasti di tutta la Toscana, tra i più importanti nello stile all'inglese.
- Sanatorio Banti: edificio ospedaliero in disuso, situato in via Uccellatoio 6 tra Pratolino e Montorsoli. È considerato uno dei più interessanti esempi di architettura ospedaliera del XX secolo in Toscana.

## Società

### Evoluzione demografica
Abitanti censiti

### Etnie e minoranze straniere
Secondo i dati ISTAT al 31 dicembre 2010 la popolazione straniera residente era di 263 persone. Le nazionalità maggiormente rappresentate in base alla loro percentuale sul totale della popolazione residente erano:
- Romania 81 1,56%

## Infrastrutture e trasporti
Vaglia ha una propria stazione ferroviaria vicina al centro del paese. Per quanto riguarda il servizio pubblico su gomma il servizio è effettuato dalla società consortile Autolinee Mugello Valdisieve.

## Amministrazione
Di seguito è presentata una tabella relativa alle amministrazioni che si sono succedute in questo comune.
| Periodo        | Periodo        | Primo cittadino | Partito                                                        | Carica  | Note  |
| -------------- | -------------- | --------------- | -------------------------------------------------------------- | ------- | ----- |
| 6 giugno 1985  | 29 maggio 1990 | Mario Lastrucci | Partito Comunista Italiano                                     | Sindaco | [ 6 ] |
| 7 giugno 1990  | 24 aprile 1995 | Mario Lastrucci | Partito Democratico della Sinistra, Partito Comunista Italiano | Sindaco | [ 6 ] |
| 24 aprile 1995 | 14 giugno 1999 | Renzo Crescioli | Partito Democratico della Sinistra                             | Sindaco | [ 6 ] |
| 14 giugno 1999 | 14 giugno 2004 | Renzo Crescioli | centro-sinistra                                                | Sindaco | [ 6 ] |
| 14 giugno 2004 | 8 giugno 2009  | Fabio Pieri     | centro-sinistra                                                | Sindaco | [ 6 ] |
| 8 giugno 2009  | 26 maggio 2014 | Fabio Pieri     | centro-sinistra                                                | Sindaco | [ 6 ] |
| 26 maggio 2014 | 26 maggio 2019 | Leonardo Borchi | Lista Civica                                                   | Sindaco | [ 6 ] |
| 26 maggio 2019 | 10 giugno 2024 | Leonardo Borchi | Lista Civica                                                   | Sindaco | [ 6 ] |
| 10 giugno 2024 | in carica      | Silvia Catani   | Partito Democratico                                            | Sindaco | [ 6 ] |

## Gemellaggi
- Pagani, dall'ottobre 2003[7]